# 大阪学院大学短期大学部
大阪学院大学短期大学部（日语：／ Osaka Gakuin Daigaku Tanki Daigakubu *）是一所位于日本大阪府吹田市的私立短期大学。

## 概要

### 简介
- 学校最早可以追溯到1940年[1]、短期大学为于1962年开办[1]、由学校法人大阪学院经营。前男女同校、现在招収只女学生。

### 历史
- 1962年 关西经济学院短期大学成立并同时设置一个学科即经营实际业务科[注 1][2]。。
- 1963年 第二部成立于经营实际业务科[注 1][2]。
- 1967年 改校名为大阪学院短期大学[2]。
- 1981年 第二部招生最后、次年停止招生[2]。
- 1982年 今年7月7日第二部正式停办[2]。
- 1987年 国际文化学科成立[2]。
- 2007年 国际文化学科招生最后、次年停止招生[2]。
- 2009年 今年5月31日国际文化学科正式停办[2]。
- 2013年 改校名为大阪学院大学短期大学部[2]。

### 宪章
- 请参看大阪学院大学短期大学部的标志 （页面存档备份，存于） （日語） 2014年1月20日阅览。

## 学校环境
- 校区：在大阪府吹田市

## 历任校长
- 白井种雄：第一代短期大学校长[3]。
- 白井善康：现在短期大学校长[4]

## 组织

### 学科
- 经营实际业务科[注 1]

### 前学科
- 经营实际业务科[注 1]
  - 第一部[注 1]
  - 第二部[注 2]
- 国际文化学科[注 3]

### 专科
| - 没有 |

### 业余课程
| - 没有 |

## 知名校友
- 仲野弘子：大津市议会议员
- 林佳世子：职业高尔夫球运动员
- 三津桃子：女演员
- 木村泰子：女演员
- 井本佑子：女演员

## 相关链接
- 日本短期大学列表
- 大阪学院大学